# Elnémult harangok (regény)

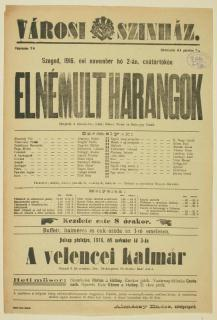
A regényből készült zenés előadás plakátja (Szeged, 1916. november 2.)

Az Elnémult harangok Rákosi Viktor 1903-ban írt, a Révai Testvérek által kiadott romantikus műve. 1905-ben Malonyai Dezső színjátékká dolgozta át. A regényből Garas Márton és Balogh Béla rendezésében 1916-ban és 1922-ben film is készült. 1935-ben olasz fordítása jelent meg Milánóban.

## Történet
|  | Alább a cselekmény részletei következnek! |

### Első rész
- Az utrechti diákok

Kölnből két erdélyi református teológus, Simándy Pál és Puskás Gábor ösztöndíjas diákként Hollandiába utazott. Utrechtbe ősz elején érkeztek meg, ahol Bótai Barna fogadta őket. A már régóta itt tanuló Barnabás kiváló tanuló volt, legutóbb már hollandus nyelven kollokvált, s jutalmul két stipendistát választhatott ki maga mellé.
A két fiatal protestáns hamar beilleszkedett az itteni diákéletbe, kényelmes szállásuk volt, s az anyagiakban sem szenvedtek hiányt. Simándy, ki egykor Szebenben Bótai diákpajtása volt, tehetsége és szorgalma révén a távoli idegenben kitűnő tanuló lett, még állást is vállalt: egy gazdag család gyermekét tanította. Bótai súlyos tüdőbetegségben szenvedett, ezért helyettesítette barátja a pedagógusi munkában a Bajlon családnál.
Simándy Erdélyben élő menyasszonya Bótai Anikó volt, leendő sógora pedig a gazdag patrícius lányát, Derryt szerette. Baljon Friderika azonban nem viszonozta a betegeskedő fiatalember érzéseit, viszont a széles vállú, csinos arcú, s a holland nyelvet egyre jobban beszélő, a tanulmányokban élen járó Simándy Pál felkeltette az érdeklődését. A férfi mindezt észre sem vette, hűséges volt távol élő kedveséhez. Bótai egyre betegebb lett, kórházba került, ahol Friderika virágokkal, ajándékokkal halmozta el. Barnabás nem is sejtette, hogy Pálnak köszönheti mindezt, aki megkérte a holland lányt, hogy törődjön a barátjával.
Bótai meghalt, a nevében Puskás és Simándy írtak haza leveleket az otthoniaknak, nem akarták, hogy közeli hozzátartozók megtudják Barna halálát. Még pénzt is küldtek, hogy segítsenek Bótai özvegy, beteg édesapjának és lánytestvéreinek.
Derry egyre jobban beleszeretett Simándyba, de egy beszélgetésük közben a szőke szépség megtudta, hogy Pálnak odahaza menyasszonya van, már vőlegényként érkezett Hollandiába. A lányban egy világ omlott össze, csalódása miatt életunt, betegeskedő lett. Baljon papa egy híres orvostudós javaslatára a Zandvorth-szigetre vitte a lányát, hogy az a kedvező éghajlatú valóságos kis paradicsomban meggyógyuljon, kipihenje magát. Derry látszólag könnyebben érezte magát itt, de egy este eltűnt, egy bárkával kisodródott a tengerre, s a Baljon-ház féltve őrzött drága virága ott lelete halálát. Előtte egy levélkében tudatta a szerelmével a korábban ki nem mondott érzelmeit, s azt, hogy a reménytelenség miatt lett öngyilkos.
Simándyt az utrechti rendőrfőnök kérette magához, és elmondta a tragikus hírt Friderika haláláról. Átadta azt a levelet is, amit a kisasszony három nappal korábban írt Pali számára. A férfit teljesen összetörték a hallottak, de azért évfolyamelsőhöz méltóan levizsgázott, amiről - egy ünnepség keretében - még diplomát is kapott. Aznap a szállásukon levél várta őket Bótai Rózától, legöregebbik pap-lánytól, Bótai Barnához címezve. A küldemény beszámolt arról, hogy Anikó hosszabb ideig Sepsiszentgyörgyön járt a barátnőjénél, s itt megismerkedett egy jómódú ügyvéddel, aki megkérte a kezét. Tanácsot kértek Barnától, hogy mitévők legyenek. A vénkisasszony éreztette a levélben, hogy ezt a szerencsét nem lenne szabad elszalasztaniuk, úgy döntsön hát a fiú, mert a húga ebben a kérdésben csak rá hallgat. Simándy kérésére Puskás Gábor Bótai Barna kézírását utánozva megírta a családnak a házasságba beleegyező levelet. Pál ezután komolyan megbetegedett, kórházba is került, majd orvosi tanácsra Hamburgban gyógykezeltette magát. A kikötőben egy Amerikába induló hajó fedélzetéről erdélyi kivándorlók énekét hallotta meg. A 90. zsoltár sorai döbbentették rá elhivatottságára, hazatér, hogy keresztény hitét, veszendő népét és pusztuló hazáját szolgálhassa.

### Második rész
- A havasok közt

Simándy Pál kitűnő bizonyítványokkal tért haza Utrechtből kincses Kolozsvárra. A református püspöktől azt kérte, hogy a koldusok papja, az elhagyottak támasza, a szenvedők vigasztalója lehessen. Magyargarabóra került Bod Péter egykori templomába, a görgényi havasok közé. Simándynak azonban nemcsak a nyomorral, a babonákkal, a tudatlansággal kellett megküzdenie, hanem az erőszakosan terjeszkedő román ortodox egyház helybeli képviselőjével, Todorescu pópával is. Simándy Pál tudta, hogy mit vállalt, erdélyi fiú volt, a megpróbáltatások között is becsületes ember, hithű keresztény maradt.

„Simándy Pál tudta, hogy mit cselekszik, mikor a magyar-garabóiak meghívását habozás nélkül elfogadta. Erdélyi fiú volt. Hunyad vármegyében született s ott töltötte gyerekéveit, a mi annyit tesz, hogy a régi dicsőség képei, emlékei már legzsengébb korában bevésődtek lelkébe. Ő, a késő ivadék, már romok közt jött a világra. A szétzüllött magyarság romjai közt. Látott régi magyar templomokat oláh kézen, vagy becsukva, körülötte ölmagas dudvával. Látott üresen álló nemesi udvarházakat, melyeknek tégláiból az oláh parasztok építettek kunyhót maguknak. Hegytetőkön sokszor elborongott középkori várak romjai közt, hol egykoron a magyar vitézek álltak őrt a falon, vigyázva a messzeterülő völgyeket... Százával, ezrével látott magyar típusú, magyar nevű parasztokat, kik elvesztették őseik nyelvét, őseik vallását s lelke kínosan vonaglott, mikor látta, hogy e tömegek immár idegen eszme, idegen nemzet szolgálatába hajtották erejüket, s magyar öntudatuknak utolsó szikrája is kihamvadt bennük.”

– Részlet a regényből (Népszabadság Könyvek, 2007 (100. oldal)

Pál megismerkedett Zalathnay Gáborral, annak tragédiájával, s a továbbiakban a funtineli remete a református lelkész jó barátjává vált.
Az egyik napon, amikor Todorescu életveszélybe került, mert az elszámolásnál be akarta csapni a számára tüzelőt szállító favágókat, akkor Pál azonnal a segítségére sietett. Az öt félmeztelen, fejszés vad alak megfékezésében a jó szón kívül a testi erejét is használta, amikor az egyik móc kezéből kicsavarta a fejszét. Nem csak az oláh papot féltette, hanem a korábban a Garabóra költözés közben megismert 16 éves Todorescu Floricát, aki Szebenben és Bukarestben végezte iskoláit. A kér fiatal egyre többet gondolt egymásra, tiszta szerelmük a társadalmi, vallási és származási különbségek ellenére egyre fokozódott.
Egy fagyos, viharos téli napon Györgye Sabo (aki alatt Szabó György értendő), a kis pakulárfiú belezuhant egy szakadékba, s a társai nem találtak rá. Abbahagyták a keresést, mert a köd egyre sűrűbb lett, s estére a román pap birkáit födél alá kellett vinniük. Mivel Todorescu nem volt hajlandó az embereivel visszamenni a bojtár keresésére, ezért Simándy és két falubeli (Petru, egy román fiú meg Papp Mózes, a medveölő) Sára néni unokája után mentek a fergeteges hóviharba. Megtalálták az az Ördögszájánál a mélybe zuhant Gyorgyét, a dühöngő vihar miatt azonban nem tudtak rögtön visszatérni a faluba, így egy medvebarlangban húzódtak meg. Ez a barlang nyújtott menedéket még a közelben bajba jutott Baranghy László grófnak (az erdélyi fejedelmek leszármazottjának, az ismert oroszlán- és tigrisvadásznak) valamint társainak és kíséretének is.
A förgeteg elmúltával Garabóra indult a megmentőcsapat és a vadásztársaság is. A gróf barátaival, lord Harringtonnal, az angol nagykövetség első tanácsosával és Vensolov ezredessel, az orosz nagykövetség katonai attaséjával Todorescuéknál szálltak meg. Vendégül hívták Simándyt is, ki kellemes, művelt társalgónak bizonyult, s akit az urak magukkal egyenrangúnak tekintettek. Ennek hatására még a pópa is megbarátkozott vele.
Gyorgye megmentése után Simándy tekintélye megnövekedett a faluban, egyre jobban elnyerte az emberek bizalmát. Tanította a falubeli gyerekeket, misézett, összeadta a házasulandókat, temetett és végezte az egyéb rá rótt teendőket. Még távoli vidékekre is elhívták, hogy vigaszt, reményt nyújtson.
Tavasszal Floricát a szülei mulatságba vitték Baltavárra, ahol "A román színpártoló egyesület tartotta évi
közgyűlését s erre Szebenből, Brassóból, Balázsfalváról összegyülekezett egy csomó pap, tanár, tanító, ügyvéd."
Pali a lány után ment a városba, ahol Szentpáli Tamással, helybeli járásbíróval, Bótai Anikó férjével futott össze. A bíró meghívta a házába vendégségbe, ahol Simándy egy számára már idegenné vált, kissé elhízott asszonnyal - régi szerelmével - találkozott, aki büszkén mutatta meg kisfiát a vendégnek.
A bálban Florica elegáns, frakkos urakkal táncolt boldogan, Pál - miközben bámulta - szomorú szívvel gondolta, hogy "ez a leány nem az övé, nem is lehet az övé soha". Három napig tartott a baltavári román mulatság, de Simándy már az első éjszaka visszament (szinte futott, aztán meg botorkált) kis falujába.
Húsvét közeledtével Zalathnay Gábor meghívja magához Funtinelbe Simándyt. Lóháton elindultak a hegyek közé, ahol egy kis kápolnában Úrvacsorát osztott Pál, és ahol megnyugodott, megerősödött a lelkében. Pár nap múlva egy hegyi móc jelentkezett a kastélyban, Clujba hívta a garabói magyar papot, mert nincs saját papjuk, és nagyon sokan megbetegedtek egy szörnyű betegségben. Pál, amikor megérkeztek a faluba, úgy érezte, mintha a pokolba vivő út első állomására ért volna: rettenetes szegénységet, éhező embereket és eltorzult testű, arcú torz alakokat látott maga előtt. Nemsokára a megyei komisszió hivatalos emberei is megérkeztek, olyan ennivalót ígérve az éhezőknek, ami csak rontott volna az állapotukon. A küldöttség tagjai közé tartozott egy orvos, az aljegyző úr és Puskás Gábor is, aki közben főispáni titkár lett. Az élelmiszereket szállító szekér lemaradt, egy óra múlva érkezett meg. A kormány egy vagon kukoricát küldött a bajbajutottaknak, s ezt vármegye nem bírálhatta felül, hiába árt ez az étel a pellagrásoknak. Zalathnay felajánlotta, hogy kicseréli a szállítmányt búza- és rozslisztre, eleven baromfira és tengeri nyúlra, amennyit ér, sőt még több értékűt ad érte.
Intézkedni Simándy indult vissza Funtinelbe, mert Zalathnay attól tartott, ha ő elmenne, akkor a megyei urak meggondolják magukat, és nemtörődöm módon szétosztják a kukoricát az éhezők között. A kastélyban Florica levelét kapta kézhez Pali, a lány biztosította a férfit arról, hogy kimondhatatlanul szereti, megszakad a szíve utána, és találkozni szeretne vele.
Papp Mózes segítette Simándyt a hazajutásban, aki közben megtudta, hogy Todorescuékhoz két finom úr érkezett Bukarestből. A szerelmi találkán Florica, hogy a kedvesét megnyugtassa, elárulta, hogy a két látogató egyike a bukaresti liga ügynöke, aki pénzt hozott az apjának, aki tagja a titkos nemzeti komiténak, s a havasi románok összeesküvésének szálai az ő kezében futnak össze. Pál sebzett vadállatként rohant el, lelkész és kedvese sorsa megpecsételődött.
Papp Mózes kocsiján Simándy a megyeszékhelyre ment, hogy a főispánnal közölje: Todorescu pópa a bukaresti irredenta központ ügynöke. Puskás Gábor segítségével a nagyúr fogadta, de Zágoni Albert gróf fanyalogva fogadta, mesének tartotta a református lelkész beszámolóját. Számára Todorescu mindig szállította eddig a választásokon a szavazatokat, legmegbízhatóbb hazafinak tartotta a román papot. Simándyt viszont nyughatatlan vérű, megférhetetlen embernek nevezte, s durván rendreutasítva hazaküldi. Pálban világ omlott össze: "Hite a hazában, hite az államban."
Ha mindenben csalódott is, az Istenben nem csalódott. gyalog indult útnak, késő este volt, mikor megérkezett Garabóra. "Ruháját megtépdesték az erdei ágak, arcát is fölkarcolták a gallyak. Ott állt rongyosan, véresen, izzadságtól összecsapzott hajjal és testéhez tapadó ruhával." Sára nénitől ekkor tudta meg, hogy az oláh papné, a lánya meg a két úr Bukarestbe utaztak.
Aznap éjfél felé, a föltámadás ünnepén Simándy várta a híveit Bod Péter templomába, de magyarok ott térdeltek a fatemplom körül és az oláh pap aranyos ruháját csókolgatták. Hiába húzta a református lelkész a harangokat, senki nem jött fel hozzá.
"A pap erei kidagadtak, orrán megindult a vér, tenyerén a húst véresre tépték a kötelek."
A kötelek elszakadtak, a harangok elhallgattak, Simándy Pál elesett, s hatalmas koponyáját egy éles kőbe ütötte.
Sára néni és két oláh fiatal legény talált rá a halottra, majd a vén Zalathnay érkezett, aki fehér kendővel törölte le barátja arcát, végül megcsókolta Pali homlokát.
|  | Itt a vége a cselekmény részletezésének! |

## Szereplők
- Simándy Pál, református teológus, majd tiszteletes
- Puskás Gábor, református teológus, majd vármegyei hivatalnok
- Bótai Barnabás, református teológus
- Bótai Anikó
- Bajlon Friderika (Derry)
- Baljon papa, gazdag utrechti polgár
- Baljonné, Friderika anyja
- Bótai Róza
- Benedek Péter kurátor
- Zalathnay Gábor, a funtineli remete
- Papp Mózes, a medveölő
- Todorescu Florica
- Todorescu Tódor, román pap
- Todorescuné, Florica anyja
- Sára néni, Simándy házvezetőnője
- Györgye Sabo, pakulárbojtár
- Petru, román pásztor
- Baranghy László gróf
- Lord Harrington, az angol nagykövetség első tanácsosa
- Vensolov ezredes, az orosz nagykövetség katonai attaséja
- Szentpáli Tamással, baltavári járásbíró
- Zágoni Albert gróf, főispán
- Valeton professzor úr

## Főbb kiadásai
- Elnémult harangok. Regény; Révai, Bp., 1903 (Rákosi Viktor munkái)
- Malonyai Dezső–Rákosi Viktor: Elnémult harangok. Színjáték; Budapesti Hírlap, Bp., 1905 (Ifjúsági könyvtár)
- Elnémult harangok. Regény; bev. Mikszáth Kálmán; Franklin, Bp., 1905 (Magyar Regényírók Képes Kiadása)
- Quando le campane non suonano piu; olaszra ford. Ignazio Balla, Ettore Cozzani; L'Eroica, Milano, 1935 (Montagna)
- Elnémult harangok; szöveggond., utószó Egyed Ilona;Unikornis, Bp., 2000 (A magyar próza klasszikusai)
- Elnémult harangok; Lazi, Szeged, 2013